# Николай Бакланов
Николай Яковлевич Бакланов (на руски: Николай Яковлевич Бакланов) е руски офицер, полковник. Участник в Руско-турската война (1877 – 1878).

## Биография
Никола Бакланов е роден на 6 декември 1831 г. в станица Гугнинская, Област на Донската войска, в семейството на потомствения казашки дворянин генерал-лейтенант Яков Бакланов и Серафима Анисимова. Ориентира се към военното поприще според казашката традиция. Произведен е в първо казашко звание урядник (1850).
Бие се храбро в Кавказката война (1851 – 1859). Повишен в първо офицерско военно звание хорунжий (1852). За превземането на Тепли Кичу е награден с орден „Свети Владимир“ IV степен с мечове и бант (1853). Продължава службата си в Грузия (1859 – 1862). Участва в потушаването на Полското въстание (1863 – 1864). Награден е с орден „Свети Станислав“ II степен с мечове и бант (1864). Повишен е във военно звание подполковник (1866). Последователно е назначен за командир на 2-ри Донски казашки полк и 23-ти Донски казашки полк (1869, 1876).
Участва в Руско-турската война от 1877 – 1878 г. Бие се храбро при форсирането на река Дунав при Зимнич-Свищов. Повишен е във военно звание полковник. Проявява се при овладяването на Шипченския проход на 7 юли и е награден с орден „Света Ана“ II степен с мечове.
Командир е на руския гарнизон след първото превземане на Ловеч на 5 юли 1877 г. На 15 юли отбранява града при настъплението на отряда на генерал-майор Рифат паша. Сигнализира руското командване за турските зверства в Ловеч. За успешната рекогносцировка на Ловеч на 26 и 27 юли 1877 г. е награден със златно оръжие „За храброст“.
Участва в зимното преминаване на Стара планина. За битката при село Шейново е награден с орден „Свети Владимир“ III степен с мечове. Участва в освобождението на Сливен. Неговия 23-ти Донски казашки полк освобождава Ямбол.
След войната е щабен офицер в 1-ви Донски казашки полк. Умира през 80-те години на XIX век.
Улица в Ямбол и наименувана „Полковник Николай Бакланов“.